# 将王山
将王山位于湖北省黄石市新港(物流)工业园区东南部，距市中心22.8Km，东临长江，与药圣李时珍Li Shi Zhen 故里蕲春隔江相望，

北面是五股山，西面为张家颈和陈家咀。水陆交通便利，黄（石）富（池）公路形成了四通八达的公路网；在22.5km的江岸边，有

多处深水码头，可停泊各种船舶。该山煤炭资源丰富，2005年，经湖北煤炭地质182队测绘估算，本井田煤炭资源总量为113.5万吨。

区号：0714

邮编：435219

地址：湖北省阳新县黄颡口镇六房村